# 981

## Události
- Bitva u Conquereuil
- Byzantinci uzavírají spojenectví s muslimy proti císaři Otovi II.
- Boleslav II. ztratil území tzv. Červené Rusi (dle pozdějšího ruského kronikáře)

## Úmrtí
- 20. června – Svatý Adalbert Magdeburský, apoštol Slovanů a první arcibiskup magdeburský (* ? 910)
- ? – Slavník, senior rodu Slavníkovců

## Hlava státu
- České knížectví – Boleslav II.
- Papež – Benedikt VII.
- Svatá říše římská – Ota II.
- Anglické království – Ethelred II.
- Skotské království – Kenneth II.
- Polské knížectví – Měšek I.
- Západofranská říše – Lothar I.
- Magdeburské arcibiskupství – Adalbert (968–981)
- Uherské království – Gejza
- První bulharská říše – Roman I. Bulharský
- Byzanc – Basileios II. Bulharobijce